# Savoia-Marchetti SM.81
El Savoia-Marchetti SM.81 era un excel·lent i polivalent avió, que es pot confondre amb facilitat amb el Junkers Ju 52, perquè tenen la mateixa fesomia, encara que el SM.81 va néixer com un bombarder des del principi.
Conegut com a Pipistrello (Ratpenat) a la fi de la Segona Guerra Mundial, per les seves actuacions nocturnes, perquè la seva velocitat no li permetia enfrontar-se amb els avions de caça a plena llum del sol.

## Història
Avió trimotor d'ala baixa “cantilever” tren d'aterratge fix i rodes carenades. La seva estructura era mixta, fusta i metall, igual que el seu recobriment. Dissenyat per l'enginyer Alessandro Marchetti, en els anys 30, es van preparar dues línies de producció, ja que era la versió militar de l'avió de transport de viatgers Savoia-Marchetti SM.73. En un principi, havia de ser un bombarder, però es transformava en transport de tropes fàcilment.
Axí va ser que el 8 de febrer de 1935, a Vergiate, i pilotat per Adriano Bacula, va realitzar el seu primer envol, sent incorporat a la Regia Aeronautica, després de la seva avaluació en el Centro Sperimentale di Guidonia. Avivant-se la producció per tenir un gran nombre d'aparells en poc temps, de seguida va demostrar que era un aparell molt robust, i amb notables característiques aeronàutiques.
Cal remarcar la molt diversa motorització d'aquest avió, que sense suposar canvis de model, respecte a la construcció, sí que en totes les fonts consultades es fan notar.
- Alfa Romeo 125 RC.35 còpia del Bristol Jupiter, 9 cilindres en estrella de 650 CV, el motor més utilitzat.
- Gnome-Rhône 14K de 14 cilindres en dues estrelles (7+7) que donava fins a 1.000 CV.
- Piaggio P.IX RC.40 de 9 cilindres en estrella de 680 CV.
- Piaggio P.X RC.15 de 9 cilindres en estrella de fins a 700 CV.
- Alfa Romeo 126 RC.34 còpia del Bristol Mercury de 9 cilindres en estrella de fins a 780 CV.

## Dades tècniques
- Llargada: 17,80 metres
- Amplada: 24 metres
- Alçaria: 4,30 metres
- Pes en vuit: 6.800 kilograms
- Pes a l'envol: 10.505 kilograms
- Velocitat màxima: 340 km/h a 4.000 metres
- Velocitat de Creuer: 260 km/h
- Sostre: 7.000 metres, Autonomia: 1.800 kilòmetres (en vuit)
- Tripulació: 4/5 persones
- Armament: 4 metralladores repartides entre, muntatge baso, a les torretes al llom i ventral escamotejables, Breda-Safat de 7,7 m/m, 2 metralladores Lewis laterals, de 7,7 m/m i fins a 2.000 kg de bombes

## Teatre d'Operacions

### Espanya
El 30 de juliol de 1936, Procedents de l'illa de Sardenya, van arribar els primers 9 aparells al Marroc espanyol, i amb els Fiat C.R.32 “Xirri”, incorporats el 14 d'agost, es va constituir l'aviació legionària, amb forces italianes que combatien a favor del General Franco. Van arribar més unitats fins a completar els 84 aparells, que es van utilitzar sobretot en el bombardeig, però de seguida van ser substituïts pels més moderns Savoia-Marchetti SM.79, per la millora dels avions de caça republicans.
Se sap que una unitat d'aquests aparells es va establir a l'aeroport de Garray a Sòria, i el 31 de març de 1937, 12 d'aquests avions, van bombardejar Durango, i causà la mort de 250 persones, en la matança més gran causada per l'aviació fins aleshores.
A la fi de la guerra, encara restaven operatius 47 avions, dels quals es varen tornar a Itàlia 15 aparells, quedant la resta en el Ejercito del Aire amb la denominació T-1 a Villanubla, San Javier i Lleó, fins a 1953.

### Itàlia
La primera operació en què van aparèixer aquests aparells va ser durant la guerra d'Abissínia (actual Etiòpia), fent tasques de transport de tropes i d'observació, enquadrats dins de la Regia Aeronautica.
Al començament de la Segona Guerra Mundial, encara restaven operatius dins de la Regia Aeronautica 304 aparells, i els primers a entrar en combat foren els que estaven a l'Àfrica l'11 de juny de 1940 i que van bombardejar el port del Sudan, i després intervengueren en el bombardeig d'Aden, sent després relegats a missions de reconeixement i de transport.
Després de l'armistici de 1943, 4 unitats van continuar en servei en l'Aeronautica Cobelligerante Italiana, fins a desembre del 1944. Altres exemplars van restar com a transports, al comandament del capita Felice Terracciano de l'Aeronautica Nazionale Repubblicana, constituïda en 1943, que va ser desplaçada al front oriental, on va combatre a Finlàndia fins al novembre del 1944.

### Xina
Les Forces Aéreas Nacionalistes Xineses, van rebre 3 aparells, que es van perdre en accidents d'entrenament en el febrer de 1938 a Yichang.

## Models
- SM.81

Model estàndard de tres motors, en versions de bombardeig o transport.
- SM.81B

Model experimental de dos motors Isotta-Fraschini Asso XI RC.40 de 12 cilindres en V de 840 CV a 4.000 metres, i dotat de morro amb cristallera.